# Аронов, Наум Борисович
Наум Борисович Аронов (при рождении Нахман Борухович Аронов; 1 июля 1885, Сновск, Черниговская губерния, Российская империя — 19 июня 1963, Москва, СССР) — советский инженер, учёный в области винокуренных технологий.

## Биография
Родился в многодетной еврейской семье в Сновске. До революции служил управляющим на винокуренном заводе помещика Харкуна в Держановке Козелецкого уезда (ныне Носовского района Черниговской области). С 1919 года жил с семьёй в Москве.
Автор ряда публикаций по технологии производства солодового молока, пивоварения, организации и технологии работы генцеварочных цехов, ликёроводочных и спиртовых заводов, в том числе изобретений, руководств и пособий «Что должен знать генцевар и заторщик на спиртовом заводе» (1933), «Что должен знать солодовщик» (1933), «Генцевар и заторщик спиртового завода» (1936), «Руководство для варщиков, солододробильщиков и заторщиков спиртовых заводов» (1951). Автор изобретений. Предложил новый способ сбраживания патоки путём добавления свекловичного сусла, с сокращением срока брожения до 9—10 часов (1945).
Похоронен на Востряковском еврейском кладбище.

## Семья
- Жена — Дина Абрамовна Рыбакова (1890—1959), уроженка Сновска[4].
  - Сын — Анатолий Наумович Рыбаков, писатель.
    - Внук — Алексей Анатольевич Макушинский (Рыбаков, род. 1960), писатель.

  - Дочь — Раиса Наумовна Аронова (15.04.1912—21.04.1975).
- Племянники — Лев Ильич Аронов, художник; Ефим Ильич Аронов (1921—1993), подполковник медицинской службы, военфельдшер, позже врач, заведующий подстанцией неотложной помощи, кавалер трёх орденов Красной Звезды, участник парада Победы в Москве, почётный гражданин города Дубно (1985).

## Публикации
- Что должен знать генцевар и заторщик на спиртовом заводе (с М. С. Гольдштейном). Главное управление спиртовой промышленности наркомата пищевой промышленности СССР. М.—Л.: Снабтехиздат, 1933. — 41 с.
- Что должен знать солодовщик (с М. С. Гольдштейном). Главное управление спиртовой промышленности наркомата пищевой промышленности СССР. М.—Л.: Снабтехиздат, 1933. — 32 с.
- Генцевар и заторщик спиртового завода (с М. С. Гольдштейном). Главное управление спиртовой промышленности наркомата пищевой промышленности СССР. М.—Л.: Пищепромиздат, 1936. — 175 с.
- Генцевар и заторщик спиртового завода (с М. С. Гольдштейном). Стахановские методы работы. Главное управление спиртовой промышленности наркомата пищевой промышленности СССР. М.—Л.: Пищепромиздат, 1937. — 14 с.
- Н. Б. Аронов, М. М. Лисниченко. Способ сбраживания патоки при винокурении (патент на изобретение), 1945[3].
- Руководство для варщиков, солододробильщиков и заторщиков спиртовых заводов (М. С. Гольдштейном). 2-е изд. М.: Пищепромиздат, 1951. — 84 с.
- Н. Б. Аронов, М. И. Лельчук. Приготовление солодового молока // Спиртовая промышленность: Сборник. — М.: Пищепромиздат, 1955.